# Metallarcha leucodetis
Metallarcha leucodetis is een vlinder uit de familie van de grasmotten (Crambidae), uit de onderfamilie van de Spilomelinae. De wetenschappelijke naam van deze soort is voor het eerst voorgesteld door Oswald Bertram Lower in een publicatie uit 1900.
De soort komt voor in Australië (New South Wales).